# René-Pamphile Lemay
Pour les articles homonymes, voir Lemay.
Ne doit pas être confondu avec Lemay (entreprise).
René-Pamphile Lemay, né le 20 décembre 1870 à Saint-Louis-de-Lotbinière et mort le 27 juin 1915 à Cap-Rouge, est un architecte québécois.

## Biographie
Il est le fils de Pamphile Le May, poète et bibliothécaire, et de Sélima Robitaille. Il étudie à l'Académie commerciale de Québec et au Séminaire de Québec avant de devenir l'élève de l'architecte Joseph-Ferdinand Peachy, entre 1886 et 1890. Cette même année, il est admis dans l'Association des architectes de la province de Québec.
Jusqu'en 1896, il fait carrière sein de l'agence Kretz and Tishart au Minnesota. De retour à Québec, il travaille en collaboration avec François-Xavier Berlinguet jusqu'en 1903. Il mène plusieurs projets au Saguenay–Lac-Saint-Jean durant la suite de sa carrière.
Il est directeur du Conseil des arts et manufactures de la province de Québec en 1904. Il occupe le poste de président de l'Association des architectes en 1907. Il est élu au conseil municipal de Québec en 1906 et 1908, représentant le quartier Saint-Jean.

## Projets
- Pulperie de Chicoutimi
- Église Saint-Joseph d'Alma

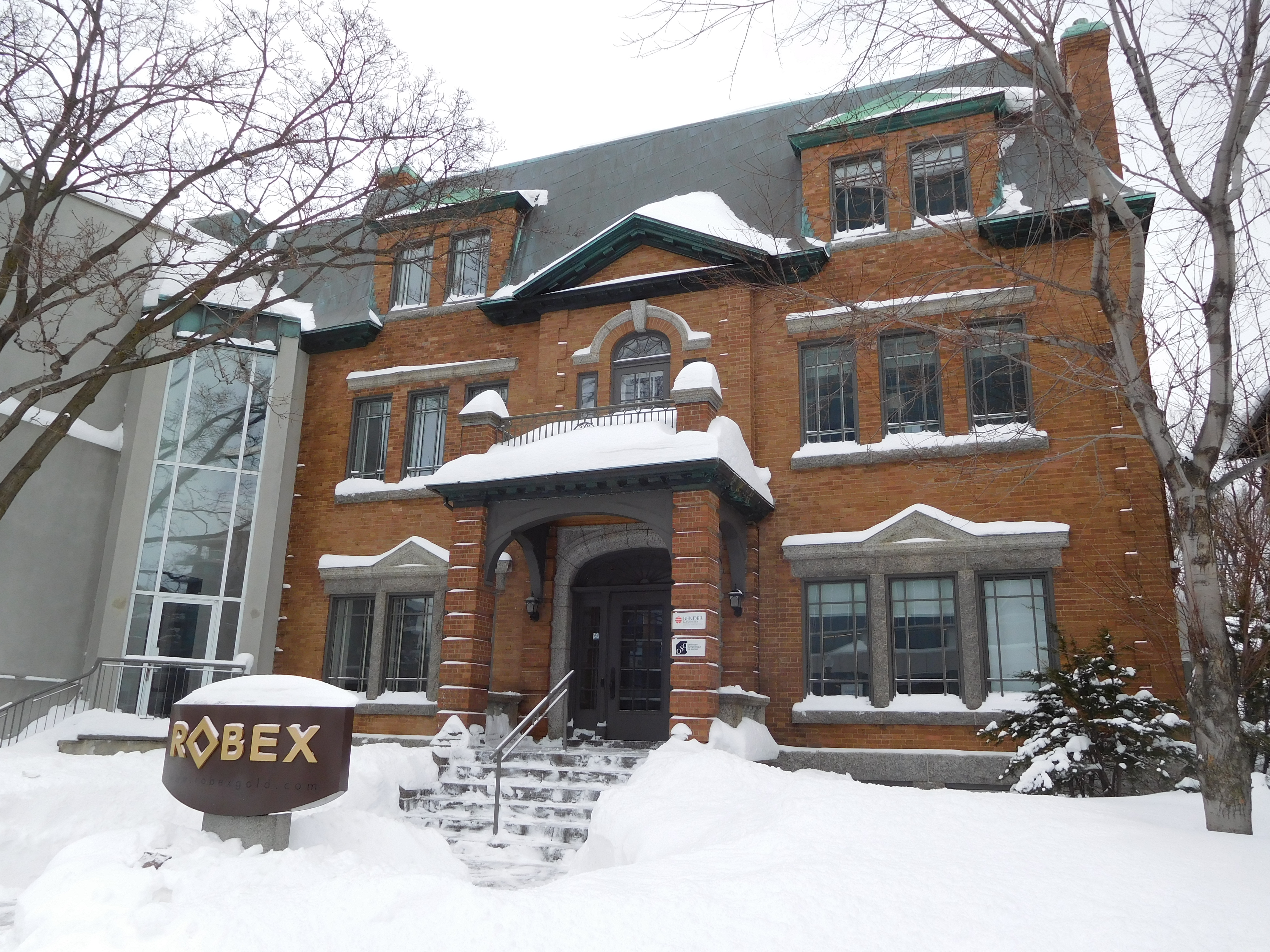
Résidente privée au 437, Grande Allée à Québec conçue par Lemay en 1911.

- Église du Sacré-Coeur de Chicoutimi
- Église Saint-Dominique de Jonquière
- Église Saint-Pierre-du-Lac de Val-Brillant
- Église Sainte-Angèle de Saint-Malo
- Palais archiépiscopal de Québec
- Ancienne école technique de Québec